# 999 (číslo)
Devět set devadesát devět je přirozené číslo, které následuje po číslu devět set devadesát osm a předchází číslu tisíc. Římskými číslicemi se zapisuje CMXCIX. Je nejvyšším trojciferným číslem.

## Matematika
999 je:
- Deficientní číslo
- Složené číslo
- Příznivé číslo
- Nešťastné číslo

## Astronomie
- (999) Zachia je planetka hlavního pásu, kterou objevil v roce 1923 Karl Wilhelm Reinmuth

## Roky
- 999
- 999 př. n. l.